# Сарана
Сарана́ — спільна назва шкідливих видів комах ряду прямокрилих підряду сараноподібних, які здатні збиратися у зграї; при масовому розмноженні знищує посіви сільськогосподарських культур на великих площах. За підрахунками фахівців, рій комах в один квадратний кілометр за добу може знищити врожай, яким би нагодували 35 тис. осіб. Під час масової міграції шкідник здатен знищити весь посів у короткі терміни, а втрати врожаю можуть становити від 25 до 100 %.
А розмір рою сарани може сягати до декількох сотень квадратних кілометрів і здатен долати, за різними даними, до 150–300 км на добу.
В Україні найнебезпечнішими видами є сарана перелітна (Locusta migratoria L.) і прус італійський (Calliptamus italicus L.). Перелітна сарана розмножувалась у плавнях Дунаю, Дністра, Дніпра та деяких інших річок і робила перельоти на північ до 58 — 62° північної широти. Розміри комах — від 2 до 10 см завдовжки. Загалом різновидів сарани в Україні нараховують до 20 видів.
Вагомий внесок у вивчення й боротьбу з цими шкідниками зробили полтавці Ф. К. Лук'янович, І. І. Красильщик і О. О. Оглоблін.

## Поодинока та стадна фази
Близько десятка видів сарани змінюють свій розвиток залежно від щільності комах. Якщо личинка не бачить навколо багато інших личинок, то вона розвивається в поодиноку форму. В тому разі, коли личинок багато, нервова система запускає гормональні зміни, які призводять до змін у розвитку, що ведуть до утворення стадної фази.

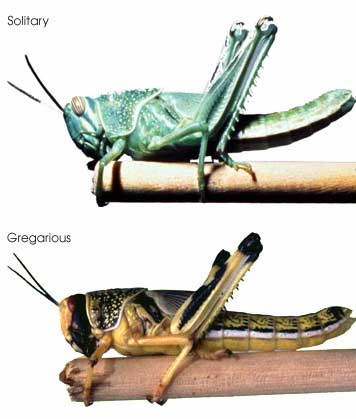
Німфи одиночної (вгорі) та стадної (внизу) фаз пустельної сарани (Schistocerca gregaria)

## Історія
Напад сарани в біблійному П'ятикнижжі описано як восьма єгипетська кара. Це одне з найстрашніших знамень і лих, які начебто спіткали єгиптян за відмову фараона звільнити синів Ізраїлевих і дозволити Мойсеєві вивести їх із Стародавнього Єгипту.
|  | І подув сильний вітер, і від того налетіли полчища сарани, пожерти всю зелень аж до останньої травинки на землі. |

У Старому Заповіті є близько 100 згадок комах та інших членистоногих, але найбільше, 40, присвячені сарані та коникам.
Згідно з Плінієм у 125 році н. е. нашестя сарани призвело до голодної смерті 800 тис. осіб у римських колоніях Киренаїка та Нумідія.
У 1958 році в Ефіопії сарана знищила 167 тис. т зерна, чого б вистачило для харчування мільйона людей впродовж року.
У 1986-1989 роках нашестя пустельної сарани охопило понад 60 країн. Розмноження почалося 1986 року, у 1987 році сарана розмножилася в країнах Сахельського поясу та до кінця року досягла північного заходу Африки. За 1988 рік пустельна сарана поширилася на всю Північну Африку, Сахель, Судан, Близький Схід, Південно-Східну Азію, а в жовтні перетнула Атлантичний океан та потрапила на Карибські острови. Втім, кількість комах почала різко знижуватися в останньому кварталі 1988 року, й до березня 1989 року нашестя завершилося завдяки природним факторам та спеціальним агротехнічним заходам.
За даними ООН, різке збільшення числа роїв сарани в Західній Африці в 2003-2005 роках обійшлося країнам цього регіону в $2,5 млрд. За оцінками ООН, пустельна сарана зараз впливає на життєдіяльність кожної десятої людини на Землі, що робить її найнебезпечнішою в світі мігруючою зброєю.

## Нашестя сарани в Україні

### 2025
У липні в Запорізькій області було виявлено осередки єгипетської сарани Anacridium aegyptium чисельністю 40-50 екземплярів на м², а подекуди до 80 екз. на м², рої якої поширилася з території колишнього Каховського водосховища. Вона може з'їдати рослини, листя, квітки, що  за оцінками експертів може спричинити втрату від 20 % до 100 % врожаю. Згідно з  повідомленням фахівців відділу охорони природи Національного заповідника «Хортиця» (Запорізька область), в деяких окремих районах області спостерігається спалах чисельності перелітної  сарани Locusta migratoria, яка вважається небезпечним шкідником сільського господарства.
Шкідник охопив близько 2991,6 га Запорізької області. Найбільше уражень зафіксовано в рекреаційних зонах, на землях несільськогосподарського призначення, а також уздовж берегів Дніпра. У Головному управлінні Держпродспоживслужби в Запорізькій області повідомили, що причиною спалаху стали посушливі роки та відсутність обробки ґрунтів, через що комахи швидко розмножуються й мігрують на великі відстані.
Станом на 23 липня, збільшення чисельності шкідника спостерігається також у Дніпропетровській області. Раніше сарана була помічена на окремих територіях Запорізької, Херсонської та, осередково, на південному заході Одеської області.
З 23 червня особливий режим захисту рослин був запроваджений на майже 300 гектарах Херсонщини. Там сарана уразила 27 гектарів посівів соняшнику. На початку липня в Болградському районі  Одещини зафіксували міграцію сарани з півдня Молдови, зокрема на полях, де зібрали врожай ріпаку, пшениці та ячменю. Сарану також помітили у Дніпрі, Кривому Розі та у Вінниці. 
Ентомологи назвали комплексні причини нашестя сарани:
- підрив Каховської ГЕС створив вологі території, ідеальні для розмноження сарани;
- кліматичні зміни та природні цикли[16].